# Cigarette aux herbes

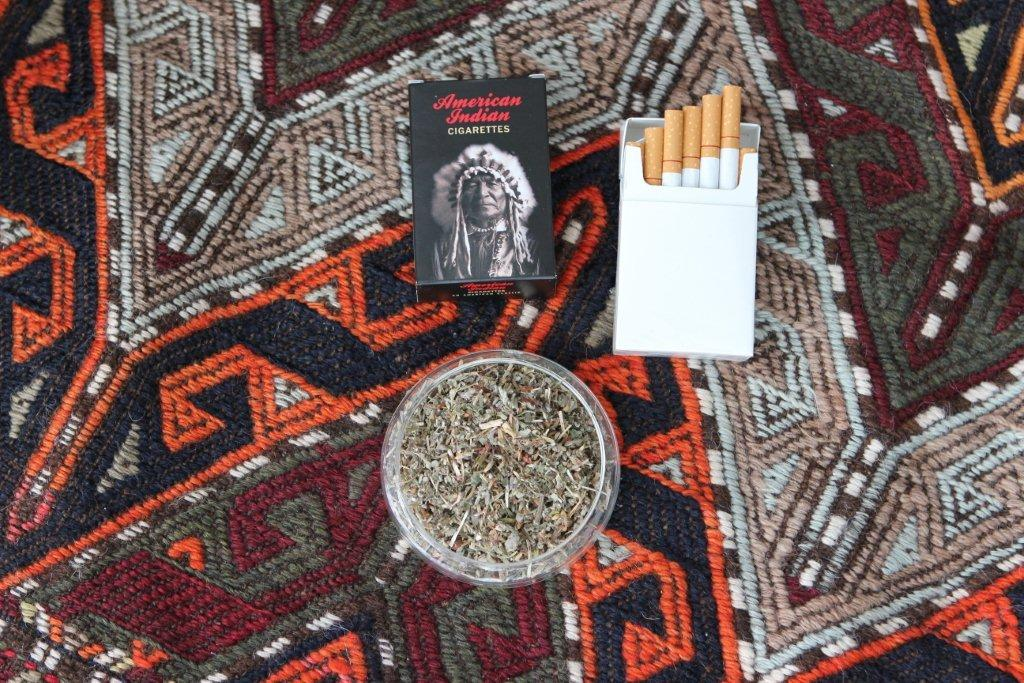
Un paquet de cigarettes à base de plantes sans tabac de marque amérindienne

Les cigarettes aux herbes (également appelées cigarettes sans tabac ou cigarettes sans nicotine) sont des cigarettes qui ne contiennent généralement pas de tabac, mais qui sont composées d'un mélange de diverses herbes ou d'autres matières végétales européennes et nord-américaines qui n'ont pas de tabac et de nicotine. 
Comme le tabac à base de plantes sans fumée (en), ils sont souvent utilisés comme substitut aux produits du tabac standard (principalement des cigarettes)[réf. nécessaire]. Les cigarettes à base de plantes sont considérées comme une « aide non fumeur ». Les pays européens font de la publicité pour les cigarettes à base de plantes comme une aide à l’arrêt du tabac. Les cigarettes à base de plantes sont également utilisées dans les scènes de théâtre par des artistes non-fumeurs ou, comme cela devient de plus en plus courant, lorsque la législation anti-tabac interdit l'usage du tabac dans les espaces publics,. Les cigarettes à base de plantes peuvent contenir des agents cancérigènes qui peuvent avoir des conséquences sur la santé.

## Papier et filtre
Les cigarettes à base de plantes sont le plus souvent fabriquées à l'aide de papiers à rouler et de filtres à cigarettes standard.

## Mélange d'herbes
Une large gamme de produits consommables peut être utilisée comme garniture, au lieu du tabac. La soie de maïs et un certain nombre d'herbes savoureuses, telles que la menthe, la cannelle ou la citronnelle, ont été utilisées par un grand nombre de producteurs de cigarettes à base de plantes. D'autres fabricants ont inclus des non-herbes comme les pétales de rose ou les feuilles de trèfle. Certains utilisent la bagasse sans saveur et font dépendre la cigarette aux herbes de l'arôme ; ceci est particulièrement courant dans la chicha. Certains sont faits de feuilles de laitue séchées ou de feuilles de chou déchiquetées.

## Produits chimiques toxiques
- Tar : Le niveau de goudron a été trouvé à 5,5 mg/cig, ce qui était supérieur à l'emballage indiqué[2]. En Corée du Sud, une étude a révélé que les niveaux de goudron étaient plus élevés que la plage de tolérance fixée par la loi sud-coréenne sur le commerce du tabac. Les cigarettes chinoises à base de plantes contiennent la même quantité de goudron que les cigarettes ordinaires[1].
- Monoxyde de carbone (CO): Dans une étude sud-coréenne, du monoxyde de carbone a été détecté à 12,30 ± 0,30 mg/cig[2]. Les cigarettes à base de plantes à base de légumes peuvent produire du monoxyde de carbone équivalent aux cigarettes ordinaires.
- Amines aromatiques : le 4-aminobiphényle, un cancérogène du groupe 1, était légèrement plus élevé dans les cigarettes à base de plantes que dans les cigarettes ordinaires et le 1-aminonaphtalène, le 2-aminonaphtalène et le 3-aminobiphényle étaient plus faibles dans les cigarettes à base de plantes que dans les cigarettes ordinaires[2].
- Condensat de fumée : L'aspect mutagène du condensat de fumée des cigarettes aux herbes est similaire à celui des cigarettes ordinaires[2].

## Effets sur la santé
La recherche montre que les cigarettes à base de plantes par rapport aux cigarettes ordinaires peuvent être tout aussi nocives en termes de cancérogènes qu'elles transportent. Le Dr John Moore-Gillan, président de la British Lung Foundation, déclare que les qualités addictives des cigarettes à base de plantes peuvent être éliminées, mais d'autres éléments nocifs subsistent. Une étude sur les cigarettes à base de plantes chinoises a révélé qu'elles contenaient à peu près la même quantité de cancérogènes que les cigarettes ordinaires. Il y a des composants toxiques de la fumée des cigarettes à base de plantes qui sont similaires aux cigarettes ordinaires. L'aminobiphényle peut provoquer un cancer de la vessie. Le CO peut être mortel à « une faible concentration d'environ 667 μg / mL ». Le CO peut également causer une maladie coronarienne. Les symptômes à court terme du CO comprennent des maux de tête, des étourdissements, de l'irritabilité et des difficultés respiratoires.
Il existe néanmoins d'autres méthodes de consommation moins nocives pour la santé comme la vaporisation ou l'infusion de ces plantes.

## Histoire
Originaire du Royaume-Uni en 1947, la plus ancienne marque de cigarettes à base de plantes est Honeyrose; ils sont actuellement vendus dans le monde entier.

## Exception des cigarettes chinoises
On appelle aussi cigarettes aux herbes chinoises des cigarettes qui contiennent du tabac et de la nicotine avec des herbes ajoutées, contrairement aux autres.